# Abborrtjärnen (Alfta socken, Hälsingland)
Abborrtjärnen är en sjö i Ovanåkers kommun i Hälsingland och ingår i Ljusnans huvudavrinningsområde. Sjön har en area på 0,129 kvadratkilometer och ligger 278,2 meter över havet.

## Delavrinningsområde
Abborrtjärnen ingår i det delavrinningsområde (682468-149914) som SMHI kallar för Inloppet i Mörtsjön. Medelhöjden är 261 meter över havet och ytan är 17,19 kvadratkilometer. Räknas de 9 avrinningsområdena uppströms in blir den ackumulerade arean 118,73 kvadratkilometer. Hässjaån som avvattnar avrinningsområdet har biflödesordning 3, vilket innebär att vattnet flödar genom totalt 3 vattendrag innan det når havet efter 94 kilometer. Avrinningsområdet består mestadels av skog (86 procent). Avrinningsområdet har 1,26 kvadratkilometer vattenytor vilket ger det en sjöprocent på 7,3 procent.